# ذراع الجلب (حبيل جبر)

تعديل مصدري - تعديل

ذراع الجلب هي إحدى قرى عزلة حبيل جبر بمديرية حبيل جبر التابعة لمحافظة لحج، بلغ تعداد سكانها 29 نسمة حسب تعداد اليمن لعام 2004.